# 厄立特里亚 (米开朗基罗)
厄立特里亚（Sibilla Eritrea）是意大利文艺复兴大师米开朗基罗在梵蒂冈宗座宫内西斯汀小堂绘制的五位西比拉之一，位于西斯汀小堂天花板第三跨，绘制于 1508年至1510年，尺寸360 x 380 cm，由儒略二世订制。

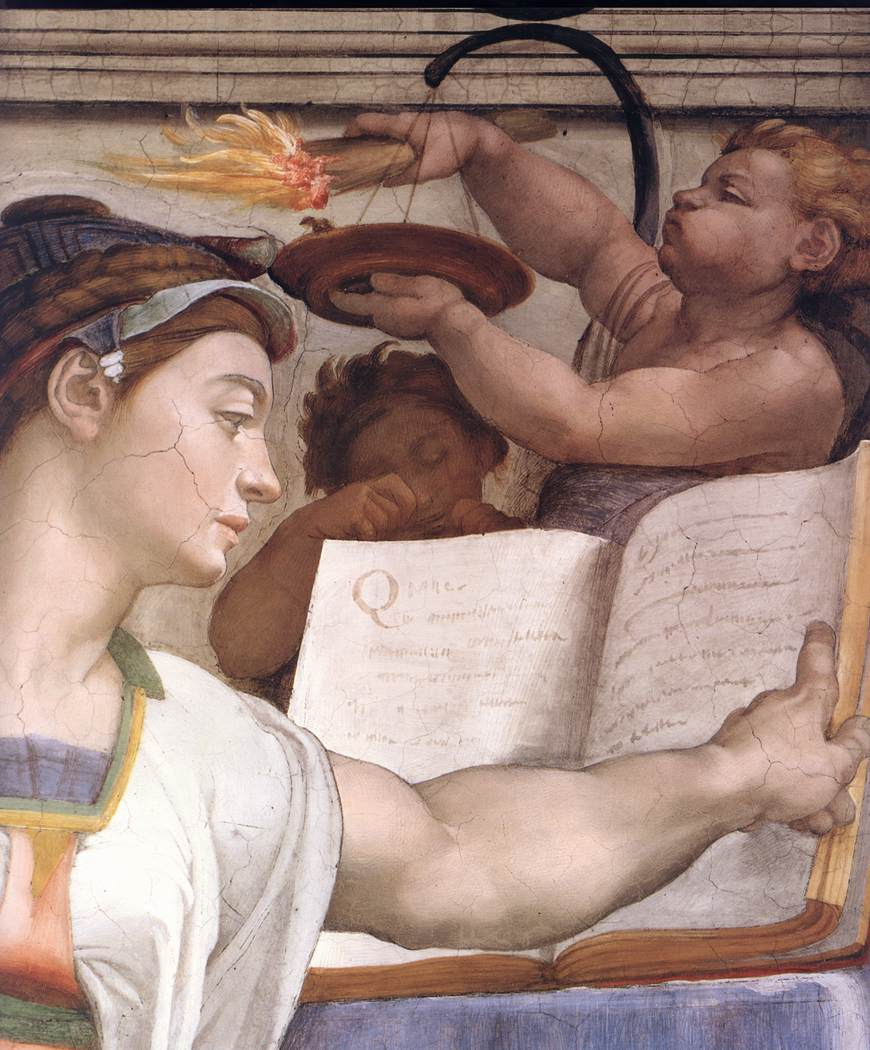

画中人物拥有肌肉发达的手臂，外套的颜色包括绿色、橙色和紫色，营造出微妙的色彩效果。

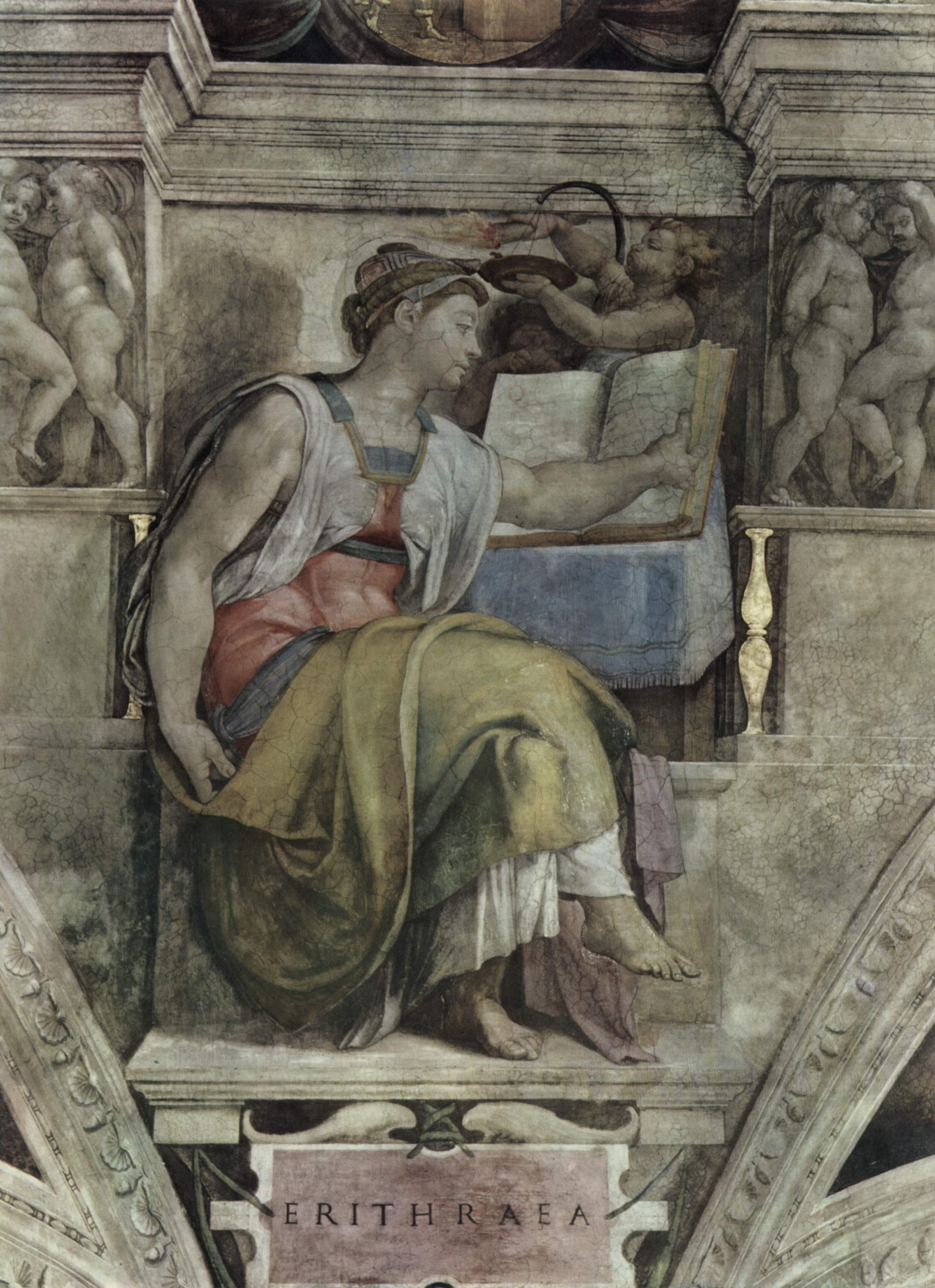
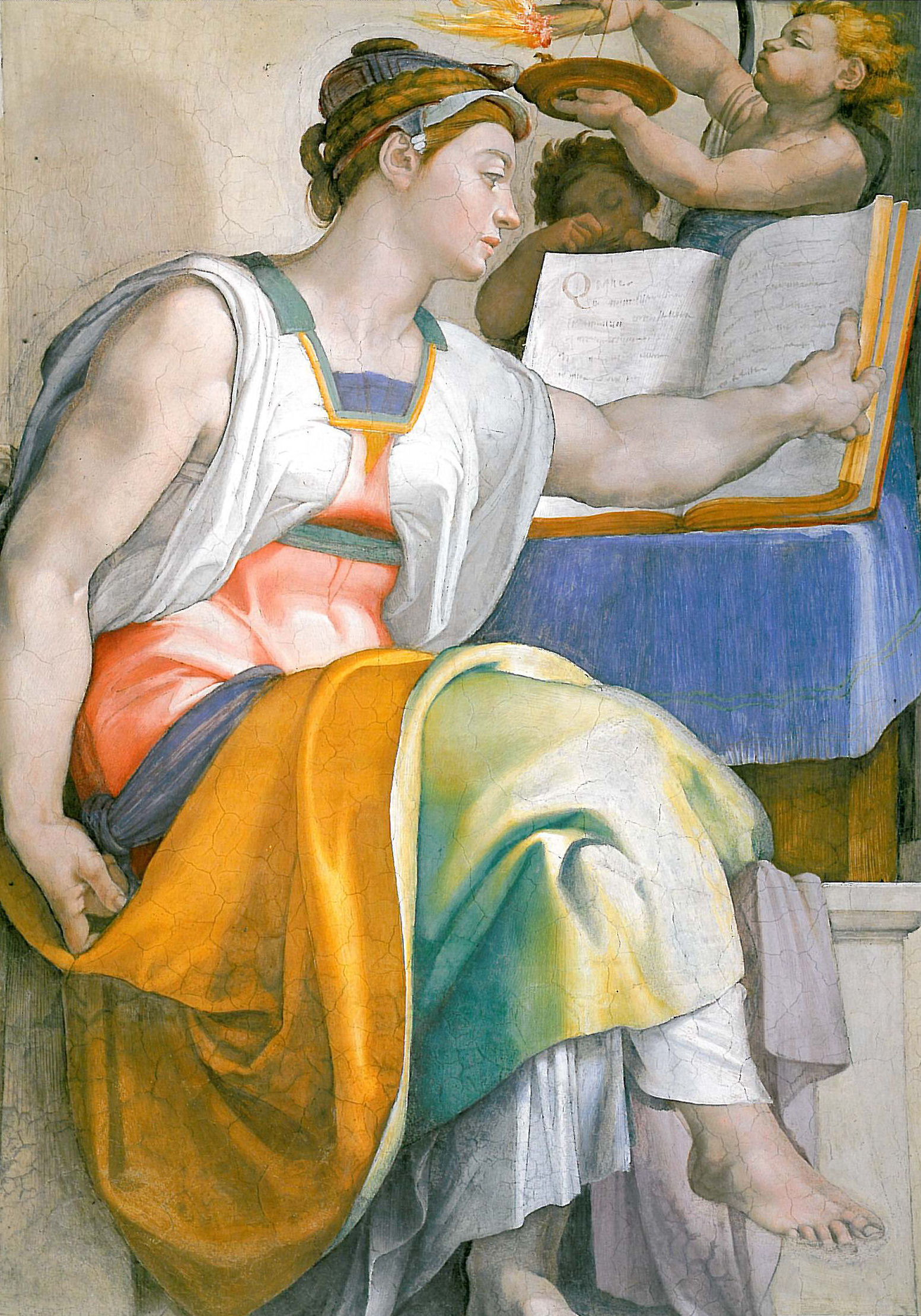
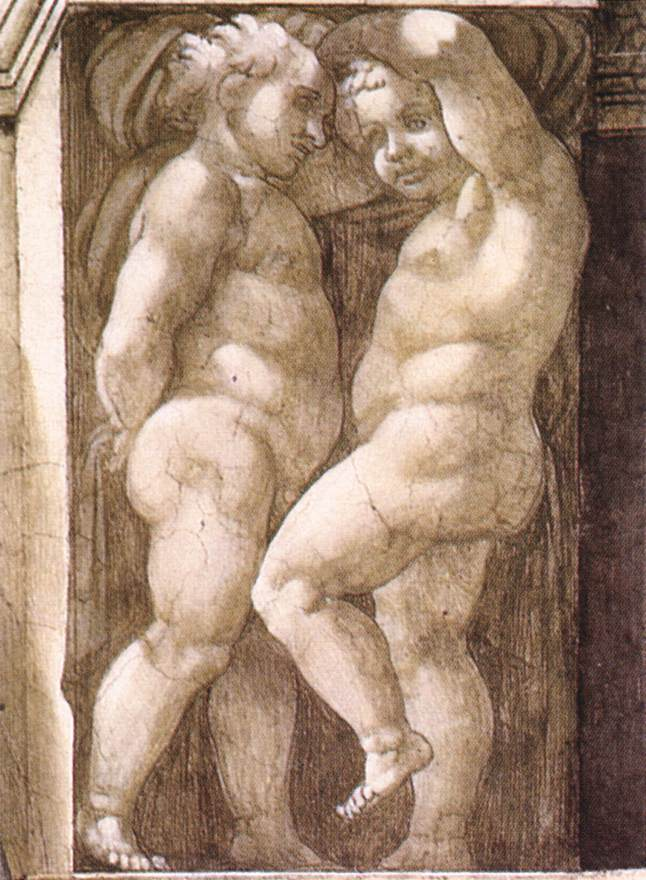
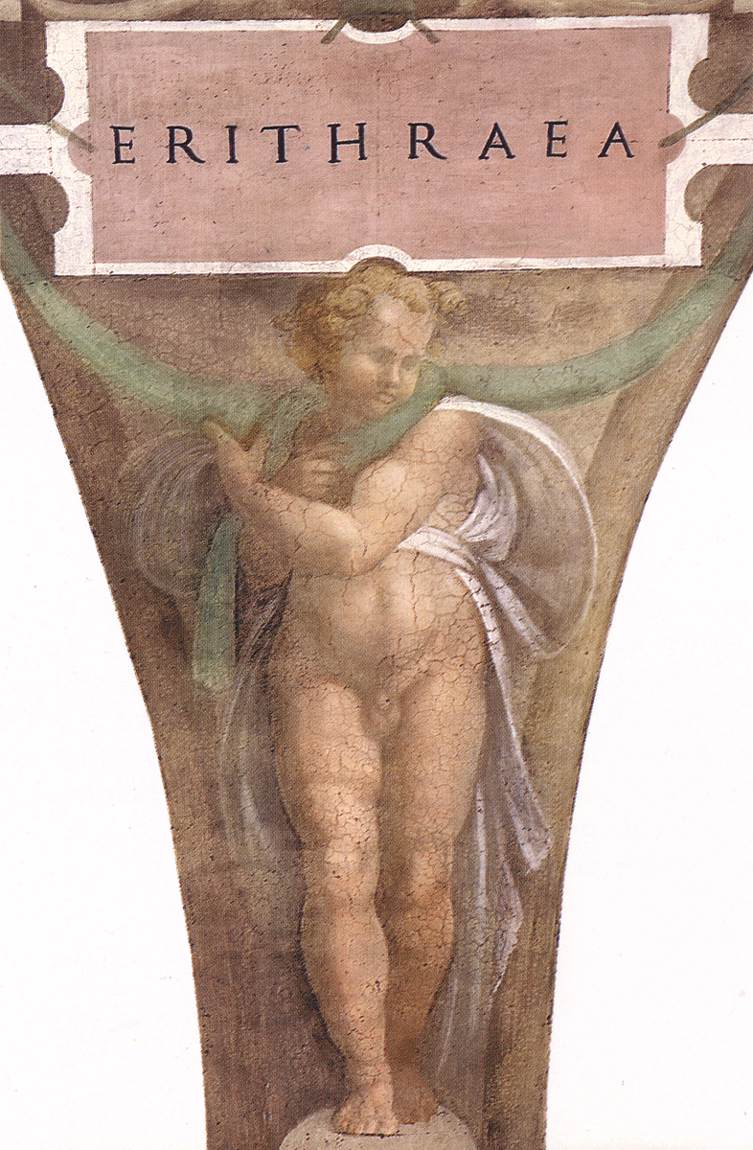